# اسکات سندفورد
اسکات سندفورد ستاره‌شناس و دانشمند ناسا است. وی دربارهٔ شهاب سنگ‌ها و نمونه‌های دیگری که در فضا سفر می‌کنند، تحصیل کرده‌است. سندفورد همچنین برای مجله طنز علمی Annals of Improbable Research نوشته‌است.

## تحصیلات
سندفورد در انستیتوی معدن و فناوری نیومکزیکو و دانشگاه واشینگتن در سنت لوئیس تحصیل کرده‌است.